# Arcyptera fusca
Arcyptera fusca је врста инсекта из реда правокрилаца (Ortopthera) и породице Acrididae. 

## Опис
Боја ове врсте варира од жућкасте до маслинасто зелене. Тамна мрља покрива бокове тела и задње ноге. Тамна крила мужјака вире преко задњих ногу. Крила женке су скраћена и досежу отприлике другу трећину задње ноге. У основи крила налази се жућкаста уздужна пруга. Задња колена су тамна и омеђена светлим, често жућкастим прстеном. Доња страна задње ноге је светло црвене боје. Дужина мужјака износи од  22 до 30 mm, а женки од 29 до42 mm. 

## Распрострањеност
Врста је забележена на подручју Албаније, Аустрије, Босне и Херцеговине, Бугарске, Хрватске, Чешке, Француске, Немачке, Грчке, Мађарске, Италије, Црне Горе, Северне Македоније, Румуније, Русије, Србије, Словачке, Словеније, Шпаније, Швајцарске, Украјине. У Србији је релативно распрострањена, изузетак је север земље за који нема података.  

## Биологија
Адулти се јављају од јуна до септембра. Јаја презимљавају у земљишту, углавном неколико пута. Хране се биљкама, а понекад и мртвим инсектима.  

## Статус заштите
Према IUCN врста је сврстана у категорију LC - таксон за који постоји мали ризик од изумирања. 

## Синоними
- Gryllus fuscus Pallas, 1773
- Gryllus cothurnatus Creutzer, 1799
- Gryllus nympha Stoll, C., 1813
- Arcyptera stolli Fieber, 1853
- Gryllus variegatus Sulzer, 1776
- Gryllus versicolor Gmelin, 1788